# Ligny-St. Flochel British Cemetery
Ligny-St. Flochel British Cemetery is een begraafplaats gelegen in de Franse plaats Averdoingt (Pas-de-Calais). De militaire graven worden onderhouden door de Commonwealth War Graves Commission.
De begraafplaats telt 676 geïdentificeerde graven waarvan 630 Gemenebest graven uit de Eerste Wereldoorlog and 46 overige graven uit de Eerste Wereldoorlog.